# مذب (حديبو)

تعديل مصدري - تعديل

مذب هي إحدى قرى مديرية حديبو التابعة لمحافظة سقطرى، بلغ تعداد سكانها 30 نسمة حسب تعداد اليمن لعام 2004.